# Balsero

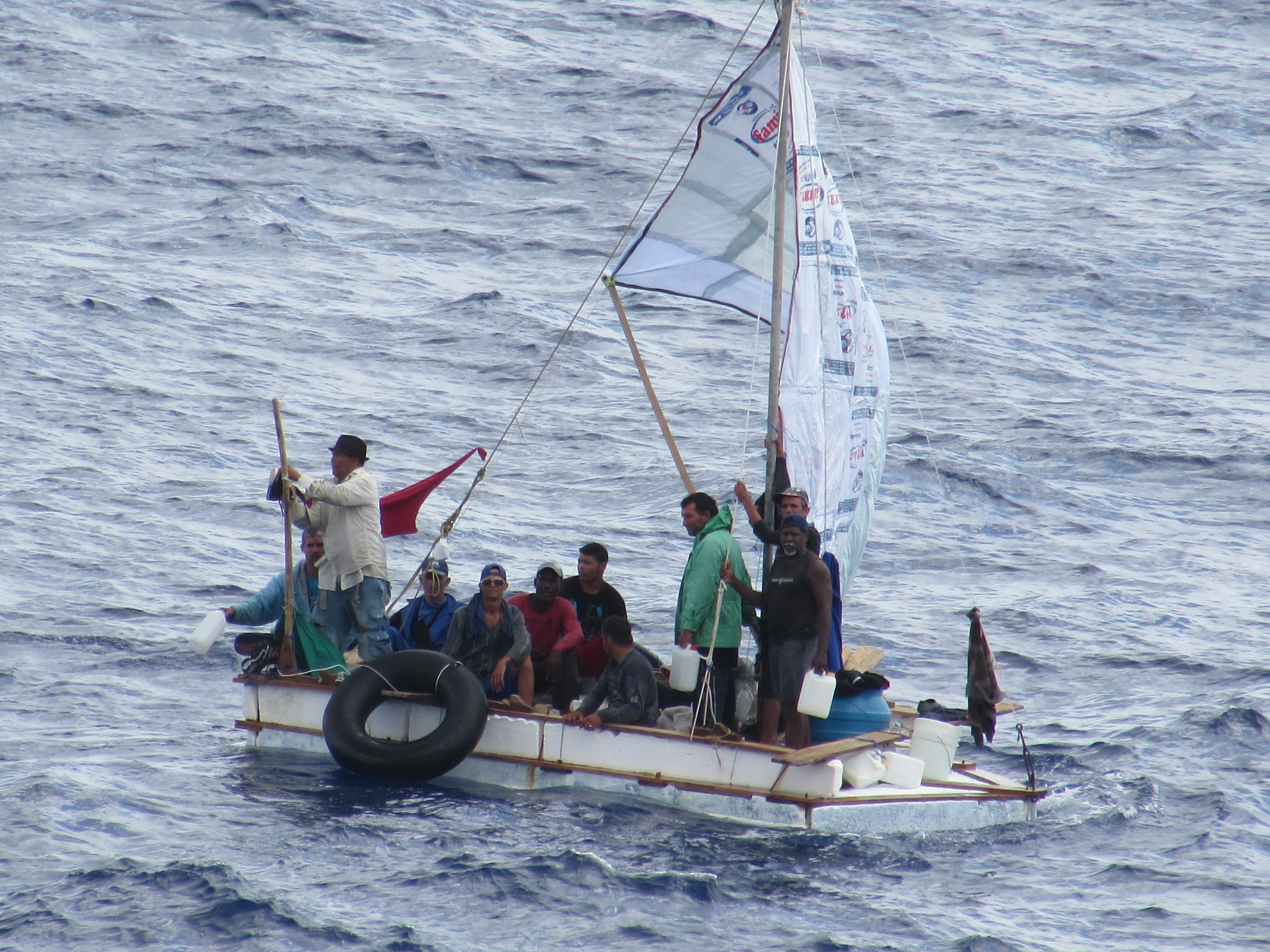
Balseros (2014).

El término balsero se usa para referirse a los cubanos que tratan de alcanzar las costas de los Estados Unidos, cruzando en precarias embarcaciones el Estrecho de la Florida, en busca de mejores condiciones de vida. Dentro de los motivos que intentan explicar esta situación se dice con mayor frecuencia que los balseros huyen de las condiciones políticas y dificultades económicas que azotan a su país. Los anticastristas atribuyen esta situación al mal manejo de los gobernantes cubanos y al sistema de gobierno socialista vigente desde hace seis décadas, y las políticas migratorias que mantiene el gobierno con el pueblo cubano, mientras que los simpatizantes de la Revolución adjudican esta situación al Embargo estadounidense a Cuba desde 1960. Este embargo impide la realización de transacciones económicas entre Cuba y Estados Unidos, al igual que con compañías extranjeras controladas por estadounidenses.
Es frecuente la huida de Cuba por parte de cubanos que no concuerdan con las políticas del gobierno, pero otra posible causa es quizás la política norteamericana respecto a las visitas de familiares y regalos a estos por parte de los emigrados cubanos. Las causas Políticas y Económicas, conviven en el cubano que se lanza a tan riesgosa aventura con la misma intensidad a diferencia de como ocurre con otros emigración de los mexicanos a través del Río Grande ("espaldas mojadas"), los africanos en los países del sur de Europa o los asiáticos en Japón donde las fuerzas económicas son predominantes. La cuestión respecto a la actitud del gobierno estadounidense es compleja. En algunos casos son devueltos a Cuba al ser atrapados en sus costas, aunque en otros se les acoge. Ésta es llamada política de los pies secos, pies mojados. Los balseros, en su afán de abandonar la isla, llegan desde países como Bahamas, México y Honduras, entre otros del centro y sur de América, donde muchas veces son repatriados a Cuba. Se estima que entre 16.000 y 100.000 balseros perecieron en el mar en su huida de Cuba.

## Riesgos
Se calcula que miles de balseros han muerto en el mar en su intento de emigración lejos de Cuba. Cualquier intento fallido de atravesar el mar en alguna embarcación puede terminar en ahogamiento (con las mismas características que en otros ahogamientos acerca de la prevención y el salvamento de víctimas en ahogamientos). La aparición de teléfonos móviles con GPS y los teléfonos móviles de tipo satélital (de mayor alcance que los normales), ha permitido aumentar las posibilidades de supervivencia, pues permiten llamar a través del satélite incluso estando en el mar a larga distancia de la costa, para así pedir ayuda.

## Caso Elián González
Uno de los balseros más conocidos fue el niño Elián González, cuya madre murió en la travesía con su hijo hacia Florida. Esto se convirtió en un punto de tensión entre los Estados Unidos, donde el niño había sido acogido por su familia paterna, o sea por el tío del padre de Elián, pero sin el consentimiento paterno y Cuba, cuyo gobierno reclamaba la entrega del niño al padre, residente en la isla.
En Florida y en Cuba se produjeron manifestaciones todos los sábados y días festivos en "tribunas abiertas" pidiendo lo que consideraban la "liberación" del niño. De diversas fuentes de interés político se enviaron donativos de grandes sumas de dólares a favor de la familia que se había apoderado del niño, lo que se convirtió en un movimiento económico que ocasionó que fueran considerado como un caso de corrupción.Por orden de la fiscal general de los Estados Unidos, Janet Reno, un grupo SWAT realizó el rescate (extracción) del niño de la casa de sus familiares en Miami, debido a que estos se negaban a entregarlo. Fue devuelto a las autoridades cubanas, quienes lo entregaron a su padre.

## Otros casos notorios
Posiblemente el incidente más notorio y singular ocurrió en julio de 2003, cuando doce cubanos utilizando un camión Chevy del 1951 trataron de llegar hasta las costas de la Florida. El camión se mantenía a flote por una serie de depósitos vacíos y con una pequeña hélice conectada al motor del camión, que le permitía alcanzar aproximadamente 8 MPH. Los balseros-camioneros fueron avistados a unas 40 millas al sur de Key West por la guardia costera de los Estados Unidos y devueltos a Cuba. El vehículo anfibio fue hundido en el mar para evitar ser utilizado como monumento a la inventiva de los que tratan de salir de Cuba, según declaraciones de las propias autoridades federales. Tiempo más tarde volvieron a intentarlo pero en un Buick 1959.